# Khosrovān
Khosrovān (persiska: خسروان) är en ort i Iran.   Den ligger i provinsen Teheran, i den centrala delen av landet, 70 km öster om huvudstaden Teheran. Khosrovān ligger 2 262 meter över havet och antalet invånare är 126.
Terrängen runt Khosrovān är huvudsakligen kuperad, men österut är den bergig. Terrängen runt Khosrovān sluttar söderut. Runt Khosrovān är det ganska glesbefolkat, med 23 invånare per kvadratkilometer. Närmaste större samhälle är Damāvand, 15,6 km väster om Khosrovān. Trakten runt Khosrovān består i huvudsak av gräsmarker.